# Josh Ryan Evans
 (octobre 2015).
Si vous disposez d'ouvrages ou d'articles de référence ou si vous connaissez des sites web de qualité traitant du thème abordé ici, merci de compléter l'article en donnant les références utiles à sa vérifiabilité et en les liant à la section « Notes et références ».
Pour les articles homonymes, voir Josh Evans.
Josh Ryan Evans, né le 10 janvier 1982 à Hayward, en Californie, et mort le 5 août 2002 d'une insuffisance cardiaque, est un acteur américain connu pour avoir joué Le Grinch enfant dans Le Grinch et aussi pour avoir joué Timmy Lenox dans la série Passions.

## Biographie

### Carrière
Evans est apparu pour la première fois à l'écran en 1999 dans le film P'tits Génies. Avant il avait joué une courte apparition dans la série La Vie de famille. Plus tard en 1999, il commença à devenir connu pour son rôle de Timmy Lenox dans la série Passions et en 2000 il jouera le Grinch enfant dans le classique de l'écrivain Dr. Seuss Le Grinch. Il jouera également des petits rôles dans quelques séries comme dans Ally McBeal, Sept à la maison et aussi dans Poltergeist : Les Aventuriers du surnaturel. 
Avec son rôle de Timmy Lenox dans la série Passions, Evans gagnera un Daytime Emmy Awars en 2000 et gagnera deux Soap Opéra Digest Awards en 2000 et en 2001 .

### Mort
Evans avait entre 17 et 20 ans lors de son rôle dans Passions, mais avait l'apparence et la voix d'un enfant en raison de l'achondroplasie dont il souffrait. Il mesurait 97 cm. 
Le 5 août 2002, il meurt d'une défaillance cardiaque à l'âge de 20 ans à San Diego, en Californie. Sa mort intervient le même jour que celle de son personnage de Timmy Lenox dans la série Passions mais dans la série il devait mourir et devenir un ange. En fait, cet épisode lui a été dédié. La réalité a rejoint la fiction. Il a été enterré au Forest Lawn Memorial Park, le cimetière des stars d'Hollywood.

## Filmographie

### Cinéma
- 2000 : Le Grinch de Ron Howard : Le Grinch à 8 ans

### Télévision
- 1996 - 1997 : La Vie de famille (Family Matters) (série télévisée) : Stevil / Stevil Double
- 1998 : Ally McBeal (série télévisée) : Oren Koolie
- 1999 : Hé Arnold ! (Hey Arnold!) (série télévisée) : Third Grader (Voix)
- 1999 : Poltergeist : Les Aventuriers du surnaturel (Poltergeist: The Legacy) (série télévisée) : Being
- 1999 : Sept à la maison (7th Heaven) (série télévisée) : Adam
- 1999 - 2002 : Passions (série télévisée) : Timmy